# Stuart Rendell
Stuart Rendell (ur. 30 czerwca 1972 w Canberze) – australijski lekkoatleta, młociarz.
Na Igrzyskach Olimpijskich w Atenach w 2000 uplasował się na 28. pozycji w kwalifikacjach i nie awansował do finału. W Atenach w 2004 również nie dostał się do finału, zajmując 25. miejsce w kwalifikacjach. Jego największym sukcesem na mistrzostwach świata było dziesiąte miejsce (Paryż 2003), w pozostałych trzech startach na tym turnieju (Ateny 1997, Sewilla 1999 oraz Edmonton 2001) nie awansował do finału. Zdobył złote dwa medale igrzysk Wspólnoty Narodów (Kuala Lumpur 1998) i (Melbourne 2006). W 2006 w Atenach w konkursie rzutu młotem lekkoatletycznego pucharu świata zajął ósme miejsce. Dziesięciokrotnie był mistrzem (1997, 1998, 1999, 2000, 2001, 2002, 2003, 2004, 2005, 2006) i dwukrotnie wicemistrzem Australii (1995, 1996). Swój rekord życiowy (79,29 m) ustanowił 6 lipca 2002 w Varaždinie.
Uprawiał również rzut dyskiem. Jego rekord życiowy w tej dyscyplinie, który został ustanowiony 1 grudnia 2005 w Melbourne, wynosi 50,08 m. W 1992 wywalczył w niej tytuł wicemistrza Australii juniorów.